# أوتو براون (مؤلف)
أوتو هاينريش براون Otto Braun (ولد في 1897 في برلين – ومات في 1918 في مارسكلاف في فرنسا) هو أديب وشاعر ألماني.
في عام 1914 تطوع للخدمة في الجيش الألماني وهو ما زال في عمر السابعة عشرة، وخدم على الجبهة الشرقية. وبعد إصابته في عام 1916 عمل في وزارة الخارجية. وبعد شفائه عاد مرة أخرى إلى الجبهة في فرنسا، وهناك قتل بسبب قنبلة.
وفي عام 1919 قامت زوجة أبيه يولي بروان فوجلشتاين بإصدار أعماله الكاملة في كتاب ضم يومياته وقصائده وبعض المشاهد المسرحية. وفي عام 1969 صدر كتاب بعنوان «مقطوعة للمستقبل» وبه أيضا المزيد من اليوميات والرسائل. ومن بين تلك الكتابات نجد رواية غير مكتملة ومسرحية من خمس مشاهد بعنوان «إيروس والنفس».